# Schistostoma asiatica
Schistostoma asiatica är en tvåvingeart som beskrevs av Igor Shamshev 1993. Schistostoma asiatica ingår i släktet Schistostoma och familjen styltflugor. Inga underarter finns listade i Catalogue of Life.